# ダナーク魔法村はしあわせ日和
『ダナーク魔法村はしあわせ日和』（ダナークまほうむらはしあわせびより）は、響野夏菜による日本のライトノベル。イラストは裕龍ながれが担当している。2006年11月から2008年2月にかけてコバルト文庫（集英社）から全5巻が刊行された。

## 概要
この作品はゆるい系ファンタジー(のつもり)である。主人公のイズーとヒロインのビーを中心に個性豊かな面々のダナーク魔法村での生活が描かれている。

## あらすじ
捜査中に負った傷を癒すためダナーク村に警察署長としてイズーが転任してきた。しかし魔法が昔に失われてしまった世界で、ダナーク魔法村は魔女がホウキで空を飛び交う世界最後の秘境と呼ばれる田舎だった。次期魔女長候補にして魔女学校の落ちこぼれ少女ビーを中心に魔法に振り回される、イズーの受難の日々がはじまった。

## 登場人物
セルビエラ・マリーク（ビー）
魔女長アガードの孫。孔雀石色の瞳で、長い焦げ茶の髪を二つ結びにしている。かなりのおてんば娘で、「セルビー（麗しい）」と名付けられたが、「ビー（うるさい）」といつも呼ばれる。あだ名は「突撃魔女」。ケキメダママルハナバチを使い魔にしている。魔術の成績は悪いが、父親は魔王で強大な魔力を秘めているため、大魔術の行使や魔術無効化などができる。
イズーファ・クライン（イズー）
褪せたような銀の髪と金色の瞳が特徴的なダナーク村の警察署長。22歳。元々は首都警察特務捜査官だったが、とある事件を境にダナーク村の警察署長に異動になる。魔法が苦手で、ある一定量以上の魔法に関わる話を聞くと蕁麻疹が出てくる。いつも無口で、ぶっきらぼうな振る舞いをするが、セルビエラに対しては何かと気にかけている。小さい頃に両親を失っており、首都警察の「ボス」に養われた。
アガード
ダナーク村の魔女長でビーの祖母。襟の詰まった服を着て、銀の髪をひとつに纏め、マリーク家の特徴である孔雀石色の目をしている。見た目は30代の女性だが、魔術で変身しており、実際は80代。魔女長であるため、村一番の魔女で、彼女の発言は村の人々にとって絶対となっている。はじめは彼女の姉であるダルセラが魔女長になる予定だったが、行方不明となり、アガードが継いだ。
ハニアベル・ユーリィ（ベル）
ビーの親友で同級生。長い黒髪の才色兼備でかなりの美人。魔術成績も優秀である。シーカーとは恋人関係にあり、村の不思議扱いされている。彼女もマリークの近縁であるため、孔雀色の瞳の持ち主でセルビエラの次に魔女長候補の位置にある。
ヨーン・シーカー（シーカー）
＜工場町のルテヴィル＞出身のダナーク署の嘱託職員。20歳。赤毛で、そばかすのある顔が特徴。昆虫が好きで、褒めるときに虫に例えようとする癖がある。昆虫学の権威であるヴァンデル・マレーニが過ごした村ということでダナーク村にやってきた。ベルとは恋人関係にあり、ハニアベルのことを「ハニー」と呼ぶ。
ギャラント・コイズ（ギャラント）
ダナーク村出身のダナーク署の職員。50代。長年務めているはずだが、何故か昇給していない。勤務中に寝るなど、あまりまじめに仕事をする気がなく、いつもイズーの怒りを買っている。逃げ足と、隠れるのがうまく、行方をくらますことが多い。
フラニエル・マリーク（フラン）
アガードの娘で、ビーの母親。非常に若く見え、イズーが初見でビーの姉かと思っていた。孔雀色の瞳を持ちながらも、なぜか魔女長候補には上がっていない。

## シリーズ作品名及び収録作品一覧

### 長編
- 都から来た警察署長
- ひみつの魔女集会
- ドラゴンが出たぞ!
- いとしのマリエラ

### 短編
- ただしい幻獣の飼い方
  - クライン署長の優雅ではない休日
  - うるわしのエラ
  - たのしい使い魔生活
  - ただしい幻獣の飼い方